# Habronematinae
Die Habronematinae sind eine Unterfamilie der Rollschwänze mit 120 Arten.

## Merkmale
Habronematinae sind Habronematidae bei denen der Hinterrand der Lippen und Pseudolippen keine Ornamentierungen aufweist.

## Systematik
Zur Unterfamilie gehören 14 Gattungen:
- Cheilonematodum Johnston & Mawson, 1941
- Chitwoodspirura Chabaud & Rousselot, 1956
- Cyrnea Seurat, 1914
- Dollfusnema Caballero, 1974
- Draschia Chitwood & Wehr, 1934
- Echinurioides Thwaite, 1926
- Excisa Gendre, 1928
- Gendrespirura Chabaud, 1958
- Gubernaculomeres Oshmarin & Parukhin, 1963
- Habronema Diesing, 1861
- Lispirurus Eberli, 2017
- Metacyrnea Chabaud, 1960
- Odontospirura Wehr, 1933
- Procyrnea Chabaud, 1958